# Parco nazionale Arcipelago de Los Roques
Il Parco nazionale Arcipelago de Los Roques è un parco nazionale del Venezuela, istituito nel 1972.

## Territorio

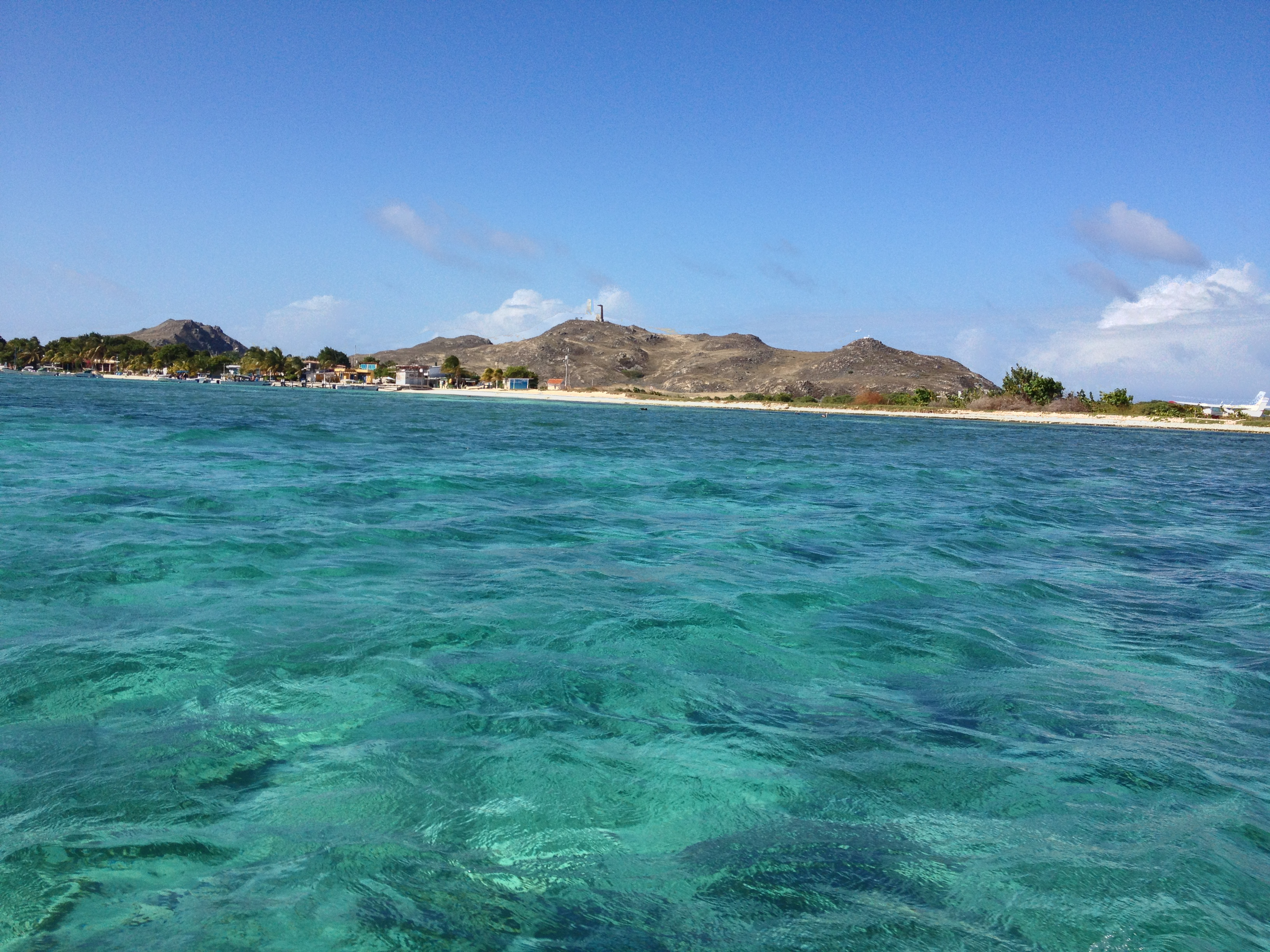
Gran Roque

L'area protetta tutela l'arcipelago di Los Roques, un arcipelago formato da circa 50 isole coralline  e circa 200 banchi di sabbia, situato nel mar dei Caraibi, a 160 chilometri dal porto di Caracas; l'isola principale è Gran Roque, unica isola abitata.
L'arcipelago fa capo amministrativamente alle Dipendenze Federali del Venezuela; geograficamente appartiene alle Isole Sottovento (Piccole Antille).

## Flora
Lungo le coste dell'arcipelago si sviluppano piccoli ma significativi lembi di mangrovie. Le specie maggiormente rappresentate sono la mangrovia rossa (Rhizophora mangle), la mangrovia nera (Avicennia germinans) e la mangrovia bianca (Laguncularia racemosa).
Per il resto la flora è caratterizzata dalla presenza di poche specie alofile, come Sesuvium portulacastrum, e graminacee come Sporobolus pyramidatus e Setaria submacrostachya. Nelle zone più elevate ed esposte ai venti prevalgono le cactacee tra cui Stenocereus griseus, Melocactus curvispinus subsp. caesius e Opuntia caracassana. Meritano infine un cenno la presenza sui fondali marini di vaste praterie di Thalassia testudinum, una fanerogama marina della famiglia delle Hydrocharitaceae, ampiamente diffusa nei Caraibi.

## Fauna

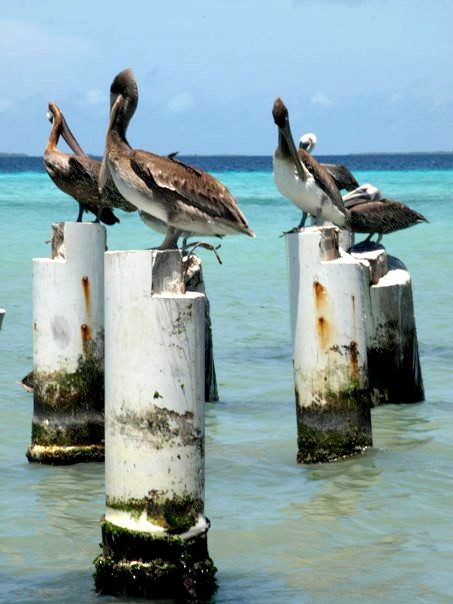
Pelecanus occidentalis

Il parco tutela una delle barriere coralline meglio conservate del mar dei Caraibi e con la maggiore biodiversità: sono state censite 307 specie di pesci, 200 specie di crostacei, 140 specie di molluschi, 61 specie di coralli, 60 specie di spugne e 45 specie di ricci e stelle di mare.
L'arcipelago è meta di numerose specie di uccelli migratori e di specie nidificanti. Dal 1996 è riconosciuto come sito Ramsar. Tra gli uccelli più facilmente avvistabili vi sono il pellicano bruno (Pelecanus occidentalis), la sula piedirossi (Sula sula), la sula fosca (Sula leucogaster) e il gabbiano sghignazzante (Leucophaeus atricilla). Tra le specie presenti meritano inoltre un cenno il platanero (Coereba flaveola lowii) e la parula delle mangrovie (Setophaga petechia obscura), sottospecie endemiche di Los Roques, e la tortorina grisacea (Columbina passerina albivitta), endemismo delle Piccole Antille.
Sulle spiagge dell'arcipelago nidificano quattro specie di tartarughe marine: la tartaruga caretta (Caretta caretta), la tartaruga verde (Chelonia mydas), la tartaruga liuto (Dermochelys coriacea) e la tartaruga embricata (Eretmochelys imbricata).